# 奧莉加區

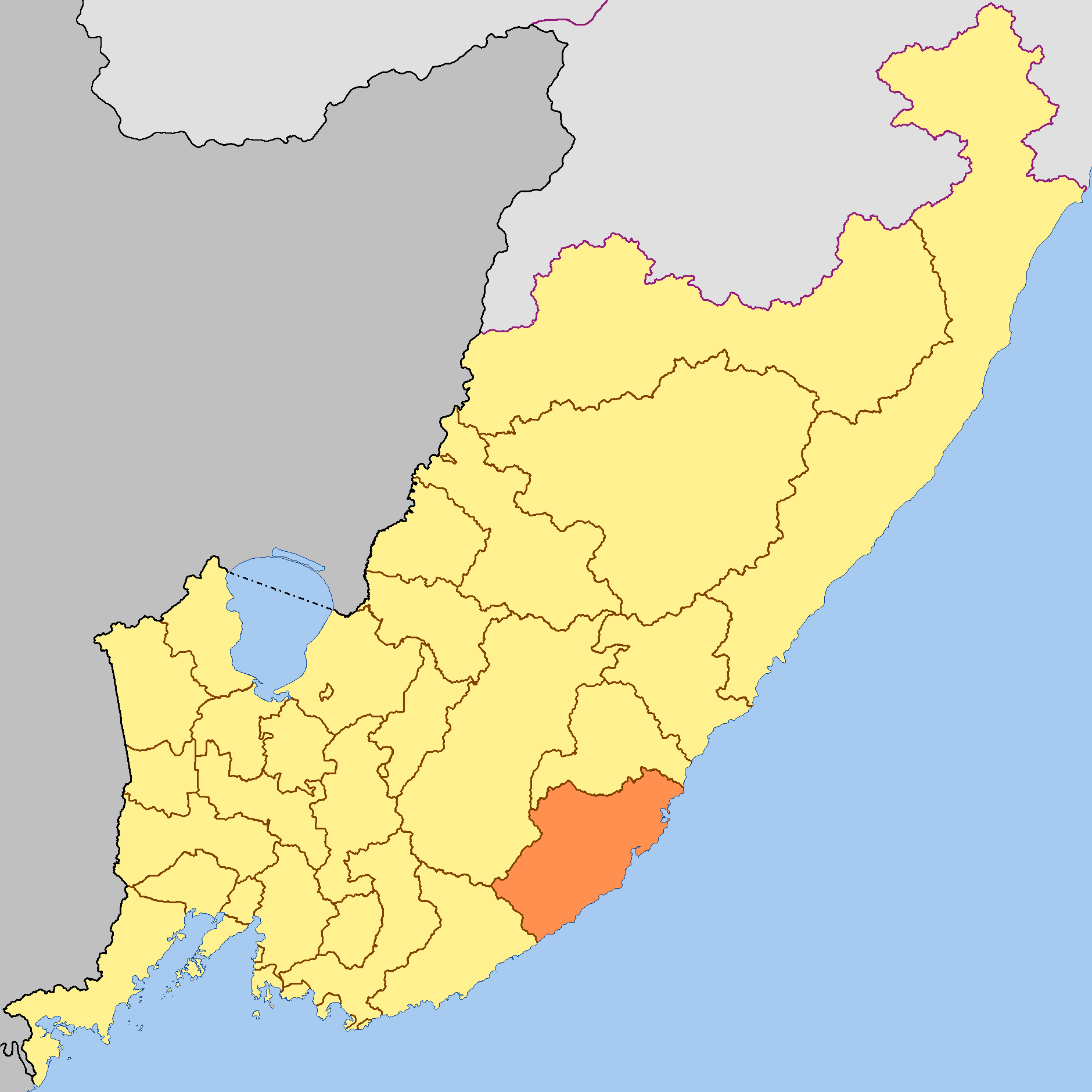
奥莉加区在滨海边疆区的位置

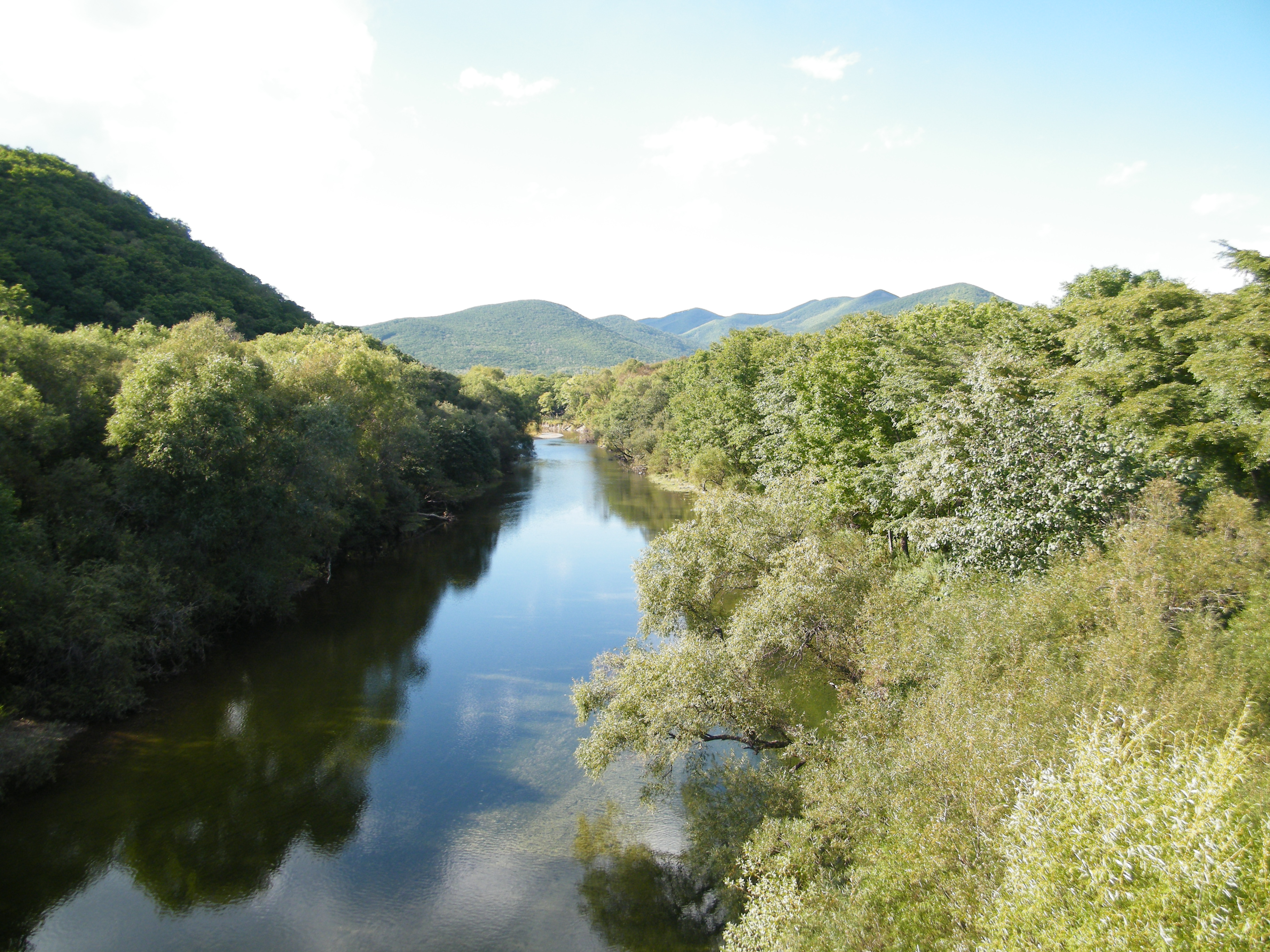
流經奥莉加区境內的阿尔扎马佐夫卡河

43°44′40″N 135°17′10″E / 43.74444°N 135.28611°E
奥莉加区（俄语：Ольгинский район）是俄羅斯東南部濱海邊疆區的一個區，首府为奥莉加；始建於1926年，面積6,415.9平方公里，2010年人口10,701人，人口密度每平方公里1.67人。

## 地理
奥莉加区东临日本海，西侧为锡霍特山脉一部，最高海拔为1682.3米。其首府奥莉加是该区唯一的城镇。占该区总人口的41.43%，除奥莉加外，該区还有18个农村居民点。

## 历史
奥莉加区的地理范围在古代渤海国时期属安州地，在奥莉加湾区域出土过渤海国时期的铁铸锅。
1859年，开始有俄罗斯移民定居。1926年，蘇俄政府正式设立以奥莉加为中心的奥莉加区。1969年中苏边界冲突后，1972年，苏联当局将一些远东地区的地名更改为俄罗斯化的名称，也包括了该区在内，如普松（Пфусунг/Пхусун）村改为莫里亚克-雷波洛夫村、三道沟（Сандагоу）村改为戈尔诺沃德诺耶村等等。